# 石原ヨシハラウエノ遺跡
石原ヨシハラウエノ遺跡（いしはらヨシハラウエノいせき）は、鹿児島県奄美市住用町大字役勝にあったグスク（山城）。
この項目では付近にある石原ナガサク遺跡についても紹介する。

## 概要
旧住用村中心部の南側に広がる奄美群島国立公園特別保護地区のマングローブ原生林の干潟に突出している標高約33.5mの尾根筋全体がグスクとなっている。おおよそ室町時代頃に築城されたとされている。
当時の奄美大島周辺の社会の様子がほとんど解明されていないため歴史的事実を知るのは困難である。現在は黒潮の森マングローブパークのマングローブ展望台として整備されている。かつては頂上までのロープウェイが存在したが現在は遊歩道が完備されている。所々にある堀切等の遺構を見物できるようになっている。

## 石原ナガサク遺跡
石原ヨシハラウエノ遺跡と同様グスク（山城）である。住用川の対岸にある石原集落の公民館の背後にある尾根筋が石原ナガサク遺跡である。尾根筋を階段状に造成して、深い空堀で尾根筋を分断している。

## ギャラリー

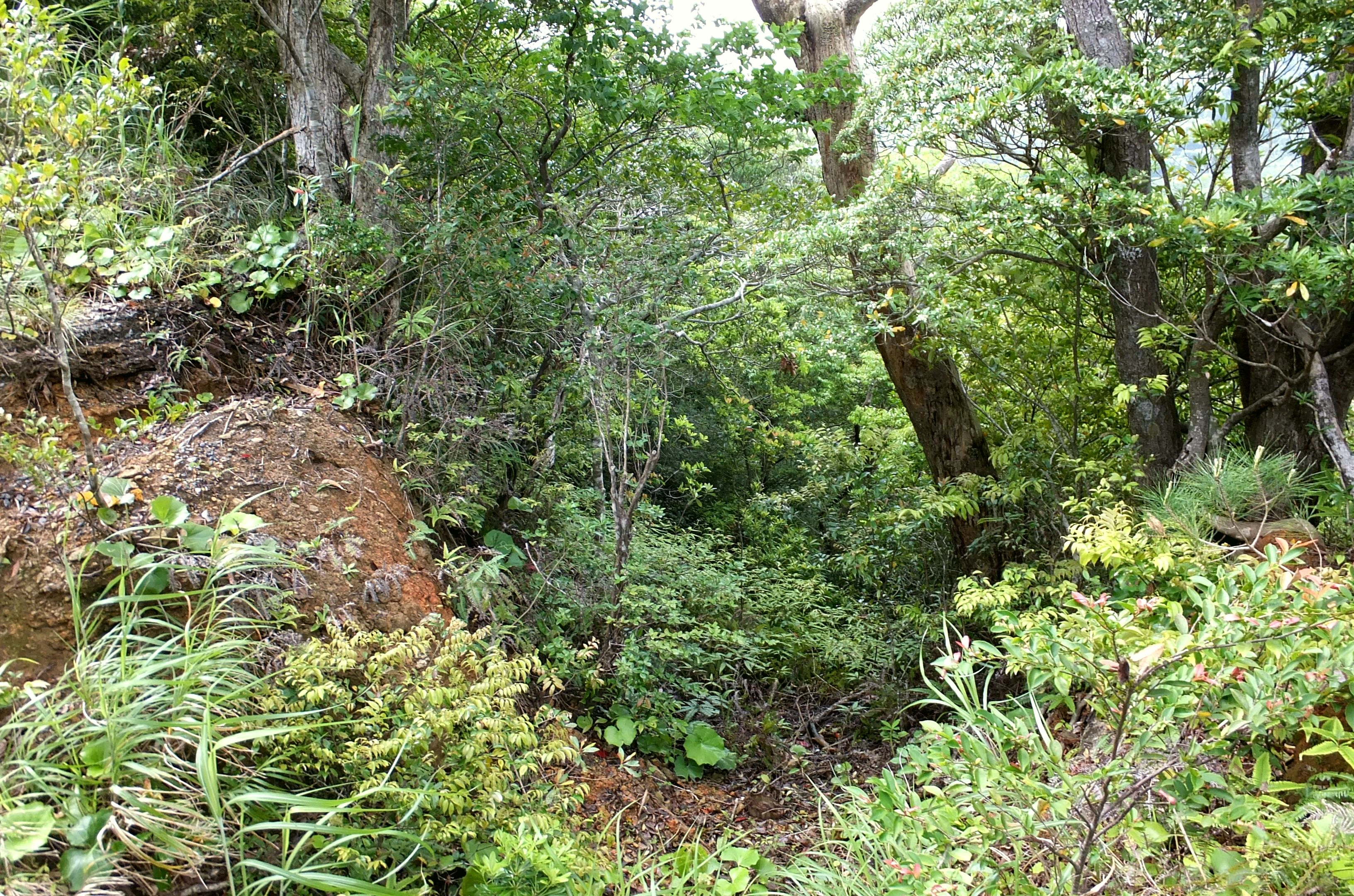
堀切
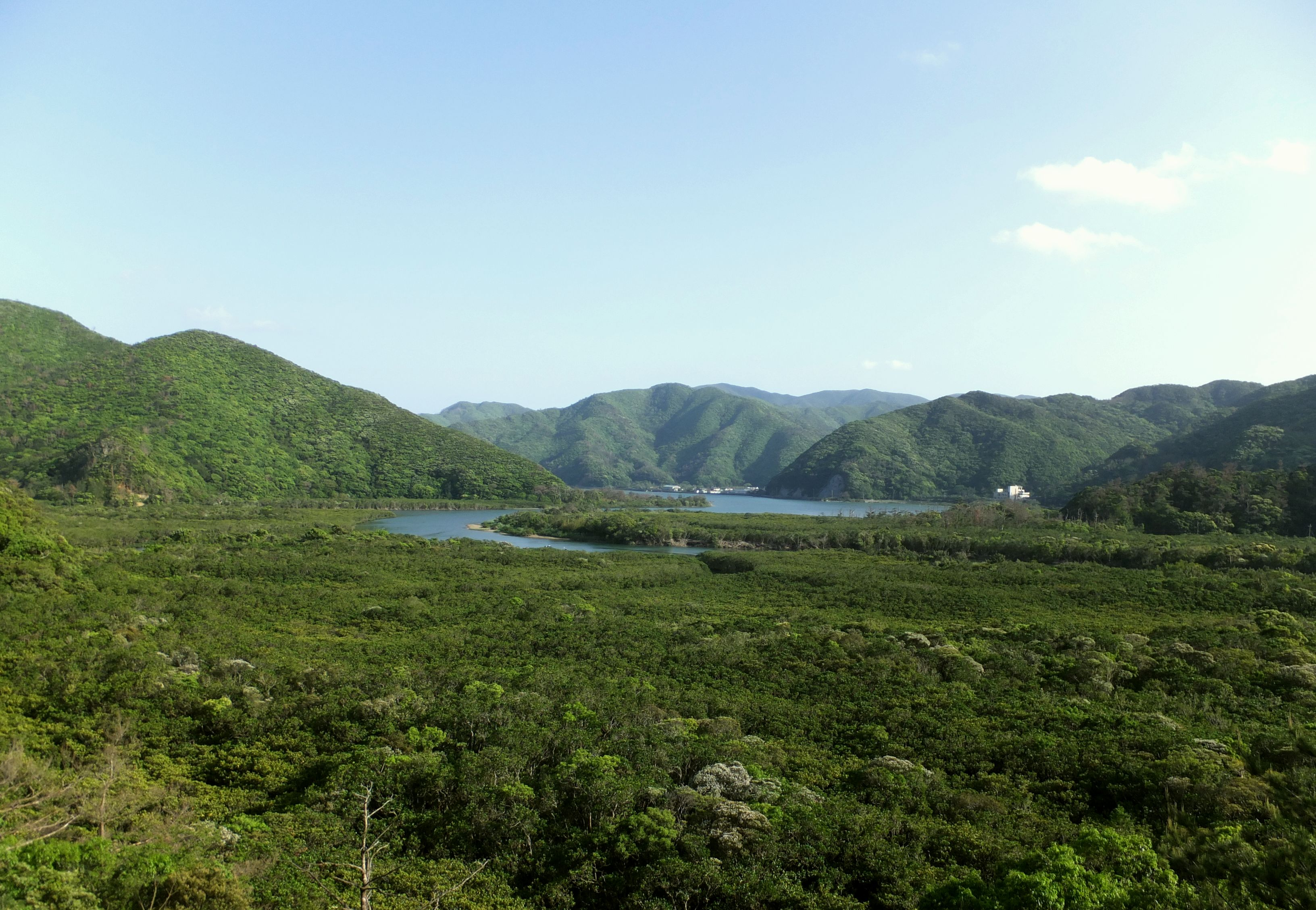
南側に広がるマングローブ原生林

## 現地情報

### 交通手段
- バス（道の島交通）
  - マングローブパーク前停留所よりすぐ
  - 西仲間停留所より徒歩約7分
- 自家用車
  - 国道58号経由で奄美空港より約70分
  - 奄美市名瀬より約20分